# Celatoblatta punctipennis
Celatoblatta punctipennis es una especie de cucaracha terrestre 
del género Celatoblatta, tribu Celatoblattini, subfamilia Polyzosteriinae. Fue descrita científicamente por Chopard en 1924.

## Distribución
Se distribuye por Oceanía: Nueva Caledonia.